# Frameries
Frameries è un comune belga di 20 729 abitanti, situato nella provincia vallona dell'Hainaut.